# Alejandro Goić Karmelić
Monsignor Alejandro Goić Karmelić (Punta Arenas, 7 marzo 1940) è un vescovo cattolico cileno, dal 28 giugno 2018 vescovo emerito di Rancagua.

## Biografia
Monsignor Alejandro Goić Karmelić è nato a Punta Arenas il 7 marzo 1940. È il più giovane dei quattro figli di Don Pedro Goić e Margarita Karmelić, due immigrati croati originari dell'isola di Brac, in Dalmazia.

### Formazione e ministero sacerdotale
Ha imparato a leggere in una scuola rurale e ha proseguito gli studi all'Istituto Don Bosco e poi al Liceo Salesiano di Punta Arenas. Successivamente è entrato nel seminario metropolitano di Concepción dove ha studiato filosofia. Ha studiato teologia alla Pontificia università cattolica del Cile.
Il 12 marzo 1966 dal vescovo è stato ordinato presbitero per la diocesi di Punta Arenas da monsignor Vladimiro Boric Crnosija, uno di quelli che lo avevano motivato a proseguire gli studi per il sacerdozio. In seguito è stato parroco della parrocchia di Nostra Signora di Fatima e cappellano del penitenziario di Punta Arenas dal 1966 al 1973 e vicario generale dal marzo del 1973 al maggio del 1979. Nell'agosto del 1979, alla morte di monsignor Vladimiro Boric Crnosija, è stato eletto vicario capitolare e ha retto la diocesi fino alla nomina di monsignor Tomás Osvaldo González Morales. Ha partecipato ai negoziati mediati dalla Santa Sede per evitare che il conflitto del Beagle diventasse una guerra. Tra il 1975 e il 1976 ha seguito dei corsi di approfondimento teologico nell'abbazia di San Andrés con sede a Bruges, in Belgio.

### Ministero episcopale

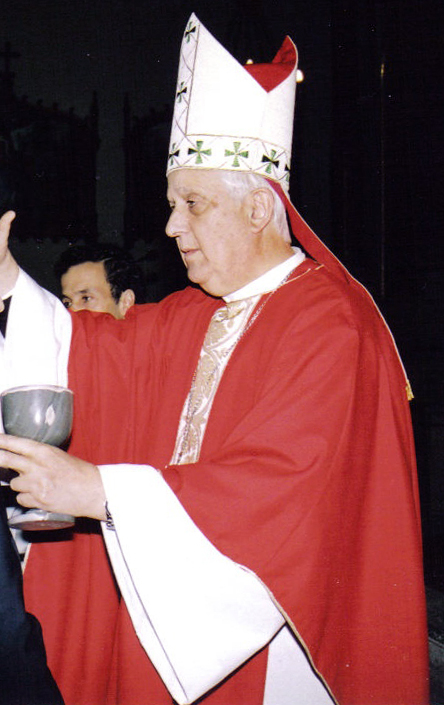
Monsignor Goić Karmelić durante una messa nel 2006.

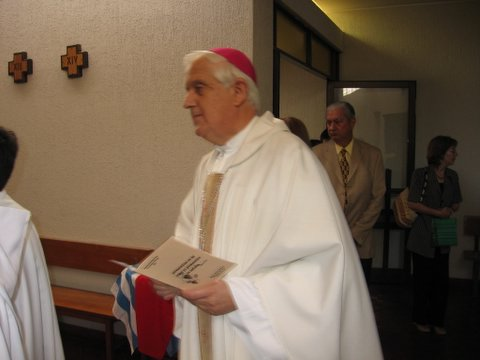
Monsignor Goić Karmelić durante una messa.

Il 23 aprile 1979 papa Giovanni Paolo II lo ha nominato vescovo ausiliare di Concepción e titolare di Africa. Ha ricevuto l'ordinazione episcopale il 27 maggio successivo nella basilica di San Pietro in Vaticano dallo stesso pontefice coconsacranti gli arcivescovi Duraisamy Simon Lourdusamy, segretario della Congregazione per l'evangelizzazione dei popoli, ed Eduardo Martínez Somalo, sostituto per affari generali della Segreteria di Stato. Era la prima volta che un papa consacrava un vescovo cileno. Dal 29 luglio 1988 al 14 ottobre 1989 è stato amministratore apostolico della stessa sede.
Il 30 giugno 1991 papa Giovanni Paolo II lo ha nominato vescovo ausiliare di Talca.
Il 27 ottobre 1994 papa Giovanni Paolo II lo ha nominato vescovo di Osorno. Ha preso possesso della diocesi il 25 novembre successivo.
Il 10 luglio 2003 papa Giovanni Paolo II lo ha nominato vescovo coadiutore di Rancagua. Il 23 aprile 2004 è succeduto alla medesima sede.
È stato presidente della Conferenza episcopale del Cile dal 2004 al novembre del 2010 e vicepresidente della stessa dal novembre del 2010 al 10 novembre 2016.
Nel novembre del 2008 e nel febbraio del 2017 ha compiuto la visita ad limina.
Dal 26 aprile 2011 è stato presidente del consiglio nazionale per la prevenzione di abusi sui minori e l'accompagnamento delle vittime, un'organizzazione della Conferenza episcopale del Cile il cui scopo è proporre, guida, monitorare e valutare le politiche di prevenzione degli abusi sessuali e di aiutare delle vittime da attuare in ogni diocesi. La sua missione non è limitata solo ai casi che coinvolgono il clero ma il loro lavoro è aperto come un servizio alla società nel suo insieme, per collaborare a superare questo grave problema.
Nel maggio del 2018, come tutti i vescovi del paese, si è recato in Vaticano per discutere con papa Francesco dello scandalo degli abusi sessuali che ha colpito la Chiesa cattolica in Cile. Nel corso dell'incontro tutti i vescovi del paese hanno presentato le dimissioni per iscritto.
Il 21 maggio, a pochi giorni dalla visita a Roma, sospese dal ministero 15 dei 68 preti della sua diocesi (il 22% del clero diocesano) perché sospettati di essere implicati in una rete di abusi su minori e di scambio di materiale pornografico.
Il 28 giugno 2018 papa Francesco ha accettato la sua rinuncia al governo pastorale della diocesi per raggiunti limiti di età.

## Ruolo sociale
Una delle principali preoccupazioni di monsignor Goić durante i suoi anni da prete è stata la questione sociale. È stato considerato uno dei vescovi più attivi quando si trattava di migliorare le condizioni dei lavoratori. Tuttavia, la sua speciale sensibilità ai problemi di povertà e giustizia sociale ha origine nella sua profonda identificazione con Gesù Cristo e con i principi del Vangelo.

### Diritti dei lavoratori
Nel 1980, quando era vescovo ausiliare dell'arcidiocesi di Concepción, ha deciso di visitare con padre Enrique Moreno Laval, vicario per la pastorale operaia, le miniere di carbone di Lota, per conoscere la situazione dei lavoratori che chiedevano miglioramenti delle condizioni di lavoro. Il ricevere le preoccupazioni dei sindacalisti durante la dittatura militare gli è valso il titolo di "vescovo rosso". Tuttavia, monsignor Goic non ha maiavuto paura di ritorsioni da parte dei militari, anche se in un'occasione sono stati sequestrati Radio programmare le registrazioni testimonianza, dove sono raccontati violazioni dei diritti umani e laborales.

### Proteste studentesche del 2006
Sebbene non sia stato un mediatore tra le parti in conflitto durante le manifestazioni studentesche tenutesi nel 2006, monsignor Goić ha ripetutamente dichiarato la sua intenzione che le mobilitazioni dovessero realizzarsi. Ha dichiarato: "Non c'è nessuno in Cile che non voglia migliorare la qualità e l'equità nell'istruzione. Uno vorrebbe chiedere ai leader degli studenti che hanno mostrato grandi capacità di avere un po' di pazienza, in modo che il Parlamento possa legiferare".
Il 25 maggio 2006, un gruppo di studenti hanno colpito a sassate la residenza di monsignor Goić Karmelić nella città di Rancagua, dopo aver fatto lo stesso con il liceo "Oscar Castro" della città. Paradossalmente, il vescovo aveva dichiarato alcune ore prima la sua intenzione di mediare il conflitto.

### Esternalizzazione del lavoro
Durante il 2007, e nella sua qualità di vescovo di Rancagua, monsignor Goić Karmelić è stato un fattore chiave nelle negoziazioni tra le parti coinvolte nel conflitto dei lavoratori subappaltati di Codelco. In una lettera firmata da lui come presidente della Conferenza episcopale del Cile e datata 18 luglio 2007 ha affermato: "È necessario avanzare in materia di contrattazione collettiva nell'ambito del regime di subappalto, nell'ambito della società. Gli episodi recenti sono un esempio della legislazione insufficiente in materia. Il diritto alla contrattazione collettiva in termini effettivi è un diritto fondamentale che l'accordo internazionale e la Chiesa stessa riconoscono ai lavoratori. Questo riconoscimento non è completo se da una formalità il lavoratore è impedito di capire con coloro che più direttamente beneficiano del frutto del loro sforzo".

### Altre questioni
Durante i primi mesi del 2008, ha agito come facilitatore del dialogo tra il governo e Patricia Troncoso, un prigioniero politico Mapuche in sciopero della fame da 112 giorni.
Nel 2009, la Conferenza Episcopale del Cile, guidato da monsignor Goić Karmelić, ha proposto la concessione di una grazia presidenziale generale per l'anno 2010, in occasione del Bicentenario dell'Indipendenza, chiamata "Pardon Bicentenario". La proposta è stata inizialmente raccolta in un modo positivo dal governo ma è stata poi esclusa, in gran parte perché avrebbe potuto avvantaggiare i militari condannati per violazioni dei diritti umani.

## Controversie

### Stipendio etico

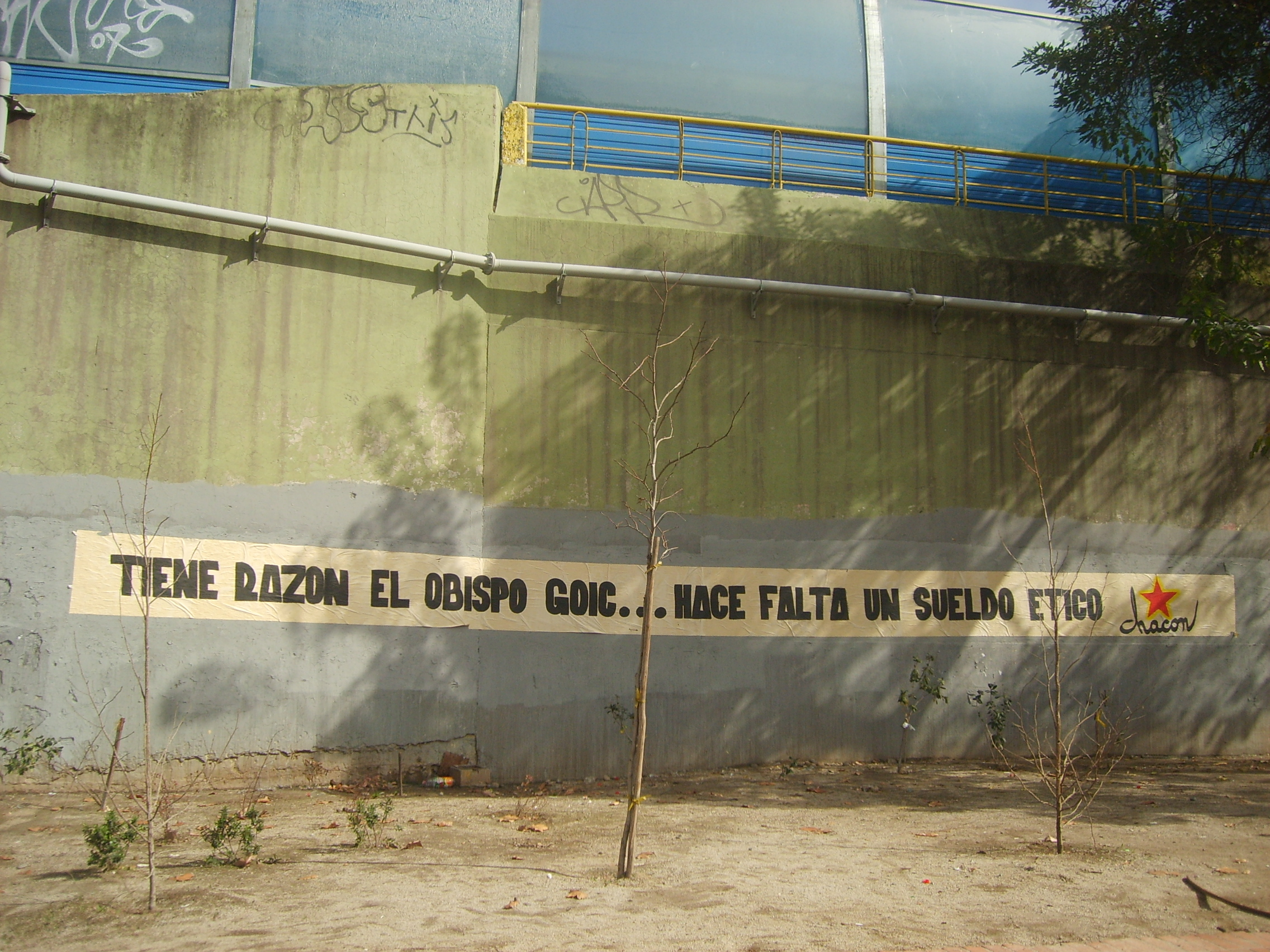
Murales comparsi durante il dibattito sul "salario etico" proposto da monsignor Goić Karmelić.

Il 2 agosto 2007, poche settimane dopo che la compagnia mineraria statale Codelco aveva raggiunto un accordo con i lavoratori in subappalto che erano stati mobilitati, il presule ha detto in un'intervista concessa a canale 13 che il salario minimo di 144000 $ (277,5 dollari) dovrebbe essere sostituito da un "salario etico" che a suo parere avrebbe dovuto essere di non meno di 250000 $ (480 dollari). Le sue osservazioni hanno suscitato reazioni contrastanti nella politica e nel mondo sociale e imprenditoriale del paese.
Alcuni personaggi del panorama politico, come la senatrice dell'Unione Democratica Indipendente Evelyn Matthei e le imprese erano scettiche sul suggerimento di monsignor Goić Karmelić a causa dei possibili costi negativi che avrebbero potuto sorgere nelle piccole e medie imprese e perché avrebbe potuto essere considerata una misura demagogica. Gran parte dei partiti politici e del governo si sono dichiarati tuttavia favorevoli alla proposta.
Giovedì 23 agosto, alla luce del dibattito da lui avviato, la presidente Michelle Bachelet ha annunciato la formazione del Consiglio consultivo per l'equità sociale "Hacia un Chile más Justo", che aveva lo scopo di proporre riforme del sistema del lavoro cileno.

### Unioni tra persone dello stesso sesso

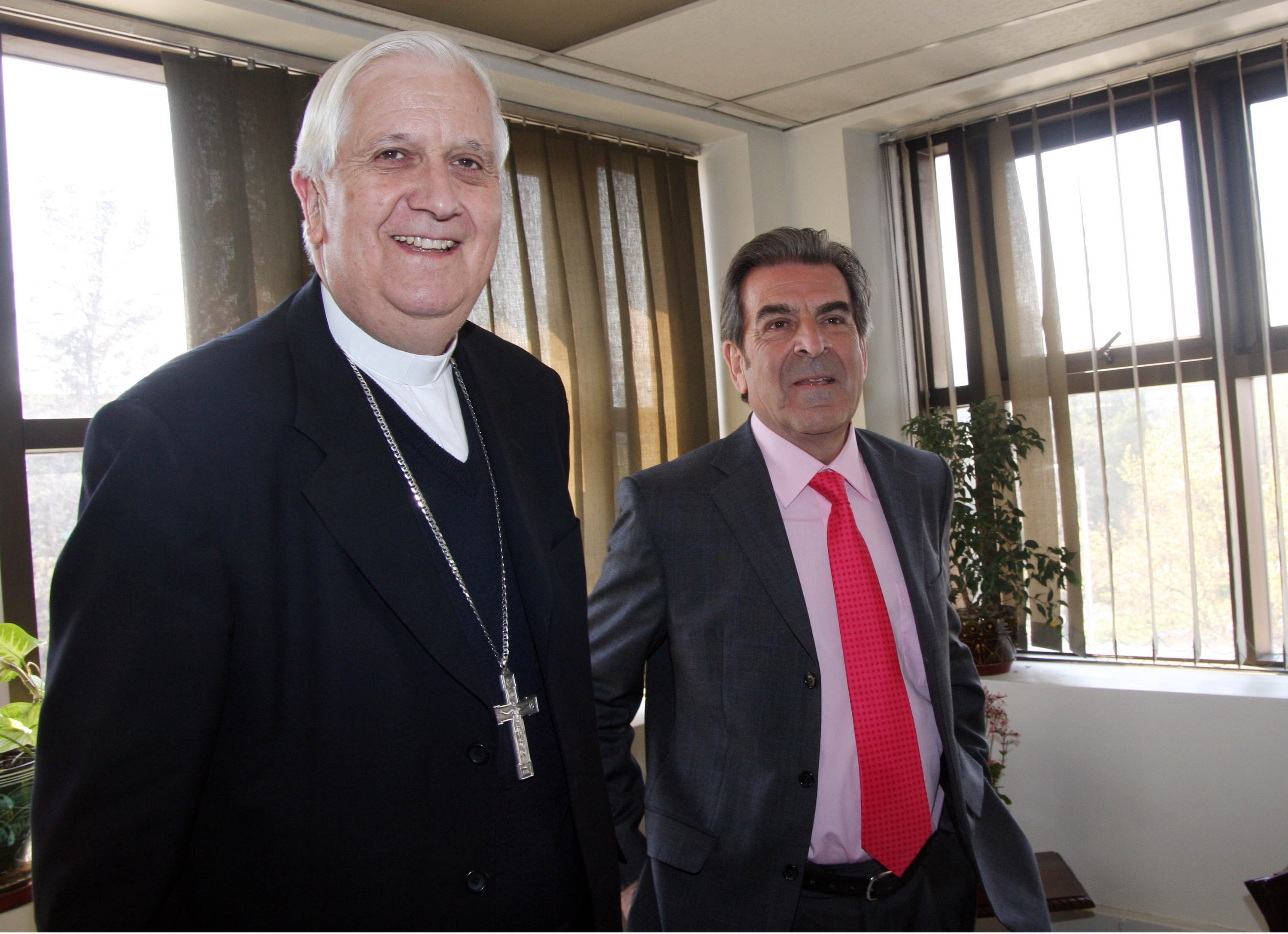
Monsignor Goić Karmelić con Eduardo Frei, candidato alla presidenza della Concertazione dei Partiti per la Democrazia, nel 2009.

Nel novembre del 2009 monsignor Goić Karmelić ha espresso preoccupazione per l'emergere di coppie gay nella striscia elettorale per le elezioni presidenziali di quell'anno, in particolare per le immagini diffuse nelle propagande dei candidati Eduardo Frei e Sebastián Piñera, quest'ultimo criticato anche all'interno della sua stessa coalizione, in particolare dall'Unione Democratica Indipendente, un partito conservatore di destra. Monsignor Goić Karmelić ha dichiarato: "Penso che, nell'interesse di ottenere voti, i candidati presentino molte realtà che esistono e vogliono raggiungere tutti i gruppi umani, ma dal mio punto di vista, c'è anche un limite".
Sebastián Piñera ha detto che era in "accordo totale ed assoluto" con il vescovo, ma che aveva difeso la comparsa degli omosessuali nelle campagne politiche, perché "un buon presidente deve preoccuparsi di tutti i cileni". In termini più forti ha risposto Jorge Pizarro, senatore e capo territoriale della campagna di Eduardo Frei, che ha detto che anche "nella Chiesa ci sono molti omosessuali, ci sono persone che commettono crimini delicati come la pedofilia ed esistono ovunque". È stato più conciliante il candidato della Concertazione dei Partiti per la Democrazia Eduardo Frei, che ha detto che non aveva intenzione di escludere i cileni gay, perché "siamo tutti figli di Dio e, di conseguenza, dovremmo tutti essere accolti nel nostro paese".

## Genealogia episcopale e successione apostolica
La genealogia episcopale è:
- Cardinale Scipione Rebiba
- Cardinale Giulio Antonio Santori
- Cardinale Girolamo Bernerio, O.P.
- Arcivescovo Galeazzo Sanvitale
- Cardinale Ludovico Ludovisi
- Cardinale Luigi Caetani
- Cardinale Ulderico Carpegna
- Cardinale Paluzzo Paluzzi Altieri degli Albertoni
- Papa Benedetto XIII
- Papa Benedetto XIV
- Papa Clemente XIII
- Cardinale Enrico Benedetto Stuart
- Papa Leone XII
- Cardinale Chiarissimo Falconieri Mellini
- Cardinale Camillo Di Pietro
- Cardinale Mieczysław Halka Ledóchowski
- Cardinale Jan Maurycy Paweł Puzyna de Kosielsko
- Arcivescovo Józef Bilczewski
- Arcivescovo Bolesław Twardowski
- Arcivescovo Eugeniusz Baziak
- Papa Giovanni Paolo II
- Vescovo Alejandro Goić Karmelić

La successione apostolica è:
- Vescovo Óscar Hernán Blanco Martínez, O.M.D. (2016)